# Miroslav Karela
Miroslav Karela (* 15. července 1940, Brno) je český tramp a globetrotter zvaný Kami, žijící od roku 1969 ve Švédsku pod jménem Miro Karela.[zdroj?] V padesátých a šedesátých letech 20. století se angažoval ve Svazu brněnských osad. Byl také vedoucím redakční rady samizdatového občasníku brněnský Tulák. Procestoval větší část světa, kde mimo jiné hledal obdobu československého trampingu.[zdroj?]
Posledních 20 roků před penzí pracoval jako hlavní inženýr, senior manažer a technický poradce převážně v těžkém průmyslu.
Je autorem historie brněnského trampingu od začátků až do konce šedesátých let s názvem Z dýmu táboráků. Psal také povídky a příspěvky s trampskou tematikou, publikované v ostravském Trampu, brněnském Tulákovi, Trampský magazín a na Trampnet.sk.

## Povídky

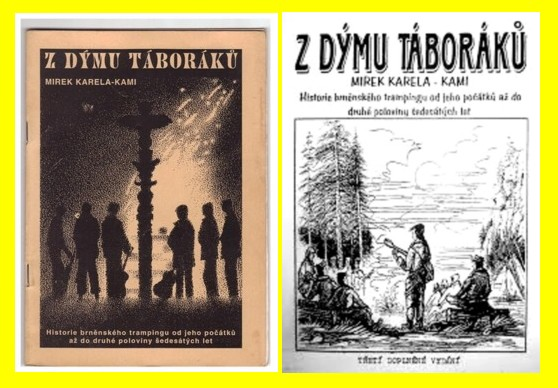
První strany Z dýmu táboráků

Je autorem několika povídek, mezi jinými tyto:
- Babi máte buchty, Trapsavec
- Škaredá kytara, Z dýmu táboráků
- Osadní krokodýl, brněnský Tulák, Trapsavec
- Poslední táborák, Z dýmu táboráků
- Svítání, Trapsavec
- Smrk, Z dýmu táboráků
- Šáhni mně na nohy, Trapsavec
- Nebuť labuť, Trapsavec
- Malagelo oj, oj, Trapsavec
- Andy – Pandy, Trampnet.sk
- Kapka po kapce, Trapsavec
- Pudem na Béčinu, Trampnet.sk
- Náhoda, Trapsavec
- Vzpomínka, Trampnet.sk

Zároveň je také autorem několika málo trampských písni jako je například Alabama, Vzpomínka, Starý boty, Tam za tou duhou, Vodácká. Je také spoluautorem písně Údolí sosen spolu s brněnským písničkářem a hudebníkem Vladimírem Staňkem-Rolfem. Miroslav Karela zároveň také tvoří skrovnou trampskou poezii.